# Meirama
Meirama (llamada oficialmente Santo André de Meirama) es una parroquia y una aldea española del municipio de Cerceda, en la provincia de La Coruña, Galicia.

## Otras denominaciones
La parroquia también es conocida por el nombre de San Andrés de Meirama.

## Entidades de población
Entidades de población que forman parte de la parroquia:
- Castelo (O Castelo)
- Longo
- Meirama
- Brozo (O Brozo)
- Capela (A Capela)
- Casanova (A Casanova)
- Fieitosa
- Figueira
- Gándara (A Gándara)
- Pazo (O Pazo)
- Pedamúa (O Pedamúa)
- Picardel
- Picota (A Picota)
- Rozadoiro (O Rozadoiro)
- Travesía
- Vilares (Os Vilares)
- Cardiña
- O Igrexario

## Demografía

### Parroquia
| Gráfica de evolución demográfica de Meirama (parroquia) entre 2000 y 2019 |
|                                                                           |
| Datos según el nomenclátor publicado por el INE.                          |

### Aldea
| Gráfica de evolución demográfica de Meirama (aldea) entre 2000 y 2019 |
|                                                                       |
| Datos según el nomenclátor publicado por el INE.                      |